# Christoph Weigel "El Viejo"
Johann Christoph Weigel, conocido como Christoph Weigel "El Viejo" (9 de noviembre de 1654 – 5 de febrero de 1725), fue un grabador alemán,  comerciante de arte y editor.  Nació en Redwitz, ciudad imperial Libre de Cheb en Egerland. Murió en Nuremberg a los 70 años.